# Andrés Pardo Álvarez
Andrés María Pardo y Álvarez (Bogotá, 2 de febrero de 1814 – 20 de junio de 1879) fue un abogado, médico, científico y catedrático neogranadino del siglo XIX. Fue hijo del prócer firmante del acta de Independencia de la Nueva Granada Juan María Pardo y de María Tadea Álvarez Lozano hija del presidente de Cundinamarca Manuel Bernardo Álvarez del Casal, creció en un entorno marcado por la persecución política durante la Reconquista Española.Además, fue el primer médico rector del Colegio del Rosario.
Estudió jurisprudencia y medicina como su padre en la Universidad Central en Bogotá, fue catedrático en instituciones como el Colegio Mayor de Nuestra Señora del Rosario y el Colegio San Bartolomé, y fue rector del Rosario en dos ocasiones. Publicó escritos y trabajos científicos sobre anatomía, embalsamamiento y enfermedades agrícolas. Además jugó un papel fundamental durante las epidemias de viruela de Bogotá en el año 1841, también prestó servicios médicos en la guerra civil de 1876 donde organizó hospitales de campaña para los ejércitos liberales.
En 1853 el presidente Rafael Nuñez, en ese momento secretario de estado, convierte el Colegio del Rosario en cárcel pública lo que hace que el rector Pardo y Álvarez publique una denuncia en El Mosaico de José María Vergara y Vergara.
Murió en Bogotá en 1879, en su residencia, hoy propiedad conocida como el Palacio de Nariño, residencia presidencial de la República de Colombia.